# Poltys monstrosus
Poltys monstrosus är en spindelart som beskrevs av Simon 1897. Poltys monstrosus ingår i släktet Poltys och familjen hjulspindlar.
Artens utbredningsområde är Sierra Leone. Inga underarter finns listade i Catalogue of Life.